# 勒敘謝山
46°46′20.5″N 6°27′58″E / 46.772361°N 6.46611°E

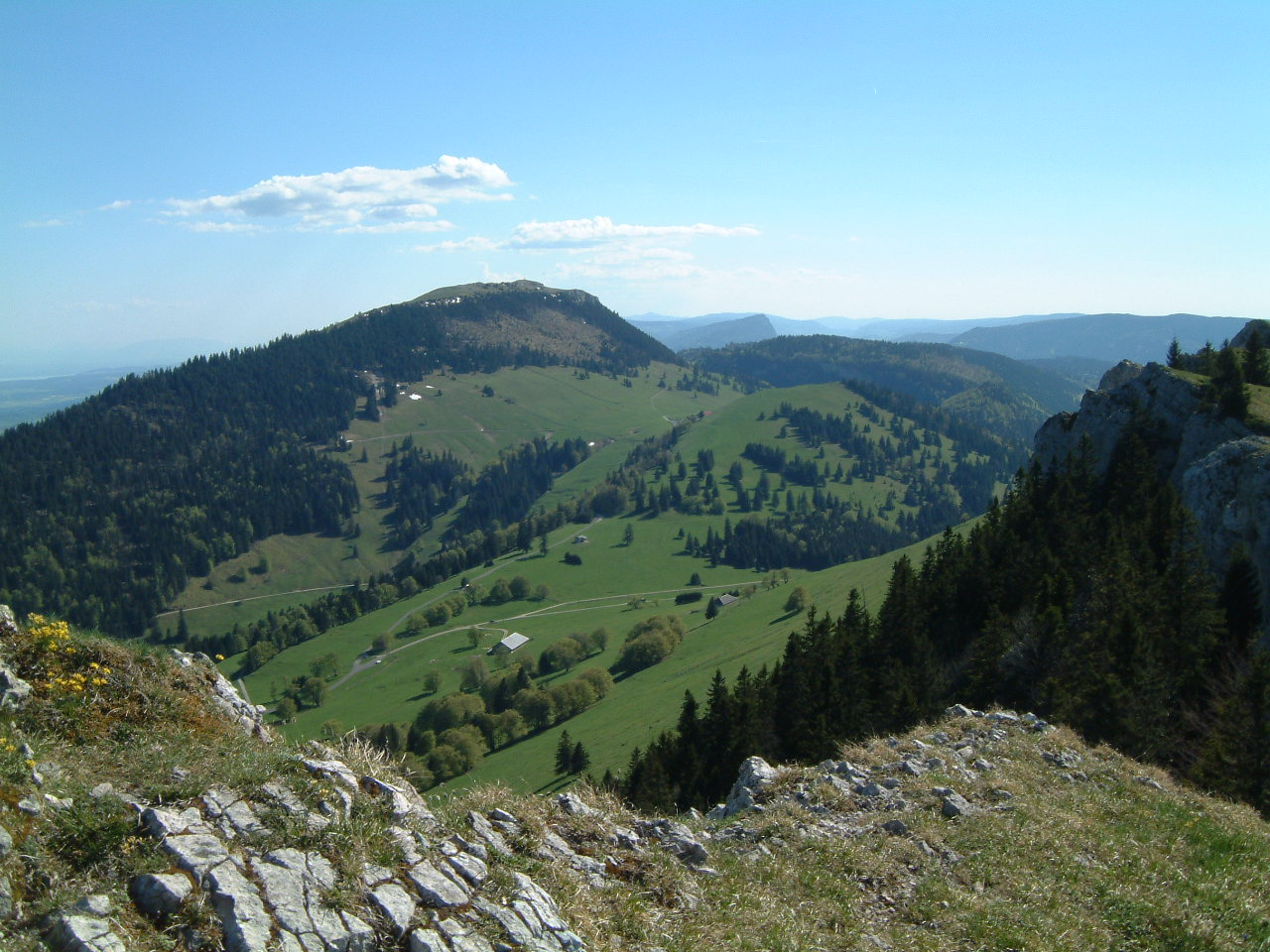

勒敘謝山（法語：Le Suchet，法語發音：[lə syʃɛ]）是瑞士的山峰，位於該國西部，由沃州負責管轄，屬於汝拉山的一部分，處於博尔姆以南，海拔高度1,588米，每年平均降雨量1,743毫米。